# Beatriz Roldán Cuenya
Beatriz Roldán Cuenya (* 1976 in Oviedo) ist eine spanische Physikerin, die sich mit Oberflächenphysik und Katalyse beschäftigt. Seit 2017 ist sie Direktorin am Fritz-Haber-Institut der Max-Planck-Gesellschaft in Berlin und Wissenschaftliches Mitglied der Max-Planck-Gesellschaft.

## Berufliche Laufbahn
Roldán studierte an der Universität Oviedo in Spanien und promovierte an der Universität Duisburg-Essen. Als Postdoktorandin arbeitete sie an der University of California, Santa Barbara und wurde anschließend Professorin an der University  of  Central Florida in Orlando (Florida). Im Jahr 2013 nahm sie einen Ruf der Ruhr-Universität Bochum an die Fakultät für Physik an und wurde von der Fakultät für Chemie kooptiert. Roldán ist seit 2017 Direktorin am Fritz-Haber-Institut und leitet dort die Abteilung für Grenzflächenwissenschaft.
Ihr Hauptinteresse gilt der Synthese von nano-strukturierten Materialien mit einstellbaren Oberflächeneigenschaften, der Untersuchung von Struktur-Wirkungsbeziehungen mit Operando-Methoden und der Elektrokatalyse zur sauberen Speicherung und Umwandlung von Energie.

## Preise und Auszeichnungen
- 2005 NSF-CAREER Award der amerikanischen National Science Foundation[5]
- 2009 Peter Mark Memorial Award, American Vacuum Society[6]
- 2009 University of Central Florida Research Incentive Award[7]
- 2016 Fellow of the Max Planck Society[8]
- 2016 European Research Council Consolidator Award[9]
- 2020 Aufnahme in die Academia Europaea[10]
- 2021 ISE-Elsevier Preis für Experimentelle Elektrochemie der Internationalen Gesellschaft für Elektrochemie (International Society of Electrochemistry, ISE)[11]
- 2022 Paul H. Emmett Award in Fundamental Catalyis von der Nordamerikanischen Gesellschaft für Katalyse (North American Catalysis Society, NACS)[12]
- 2022 Faraday-Medaille der Royal Society of Chemistry
- 2022 Röntgen-Plakette
- 2024 Mitglied der Nationalen Akademie der Wissenschaften Leopoldina[13]

## Veröffentlichungen
- I. Zegkinoglou, A. Zendegani, I. Sinev, S. Kunze, H. Mistry, H. S. Jeon, J. Zhao, M. Hu, E. E. Alp, S. Piontek, M. Smialkowski, U.-P. Apfel, F. Körmann, J. Neugebauer, T. Hickel, B. Roldan Cuenya: Operando phonon studies of the protonation mechanism in highly active hydrogen evolution reaction pentlandite catalysts, JACS 2017, 139, 14360, doi:10.1021/jacs.7b07902

- H. Mistry, Y. Choi, A. Bagger, F. Scholten, C. Bonifacio, I. Sinev, N. J. Divins, I. Zegkinoglou, H. Jeon, K. Kisslinger, E. A. Stach, J. C. Yang, J. Rossmeisl, B. Roldan Cuenya: Enhanced carbon dioxide electroreduction to carbon monoxide over defect rich plasma-activated silver catalysts,  Angew. Chem. 2017, 56, 11394, doi:10.1002/anie.201704613

- H. Mistry, A. Varela, C. S. Bonifacio, I. Zegkinoglou, I. Sinev, Y.-W. Choi, K. Kisslinger, E. A. Stach, J. C. Yang, P. Strasser, B. Roldan Cuenya, Highly selective plasma-activated copper catalysts for carbon dioxide reduction to ethylene,  Nature Commun. 2016, 7, 12123,  doi:10.1038/ncomms12123.